# Hygrochroa imparata
Hygrochroa imparata är en fjärilsart som beskrevs av Paul Dognin 1907. Hygrochroa imparata ingår i släktet Hygrochroa och familjen silkesspinnare. Inga underarter finns listade i Catalogue of Life.